# White Dam Conservation Park
White Dam Conservation Park är en park i Australien. Den ligger i delstaten South Australia, omkring 140 kilometer nordost om delstatshuvudstaden Adelaide.
Trakten runt White Dam Conservation Park är nära nog obefolkad, med mindre än två invånare per kvadratkilometer.. Närmaste större samhälle är Morgan, omkring 14 kilometer sydost om Whites Dam Conservation Park.
Omgivningarna runt White Dam Conservation Park är i huvudsak ett öppet busklandskap. Genomsnittlig årsnederbörd är 320 millimeter. Den regnigaste månaden är februari, med i genomsnitt 68 mm nederbörd, och den torraste är oktober, med 8 mm nederbörd.